# Alfredo Protti
Alfredo Protti (Bologna, 26 aprile 1882 – 29 aprile 1949) è stato un pittore italiano.

## Le mostre

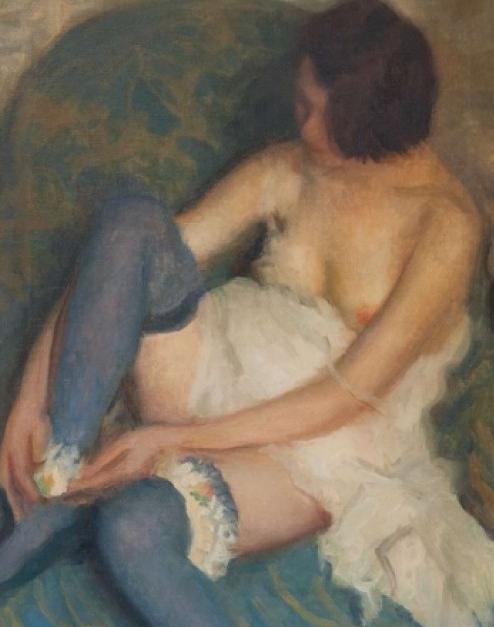

- Alfredo Protti, mostre retrospettive a cura dell'Associazione per le Arti "Francesco Francia", Bologna, 1950 e 1971
- Alfredo Protti: Il Novecento Sensuale, Bologna, 2012.
- Amate mortali: Il nudo nell'arte, Rovereto, 2007.
- Artisti a confronto, Bologna, 2006

La tomba di Protti è sistemata nel cimitero monumentale della Certosa di Bologna.